# Kris Kristofferson
Kristoffer Kristofferson (født 22. juni 1936 i Brownsville, Texas, død 28. september 2024 i Hana, Hawaii) bedre kendt som Kris Kristofferson var en amerikansk countrysanger, sangskriver og skuespiller. Blandt de sange han skrev er "Me and Bobby McGee", "For the Good Times", "Sunday Mornin' Comin' Down" og "Help Me Make It Through the Night", der alle har opnået at være hits for andre kunstnere.
I 1985 dannede Kristofferson sammen med countrymusikerne Waylon Jennings, Willie Nelson og Johnny Cash supergruppen The Highwaymen, der var en drivende kraft indenfor Outlaw Country, en musikbevægelse der bevægede sig væk fra den traditionelle Nashville-lyd til fordel for en uafhængig sangskrivning og produktion.
Som skuespiller var Kristofferson kendt for roller i Pat Garrett & Billy the Kid (1973), Blume in Love (1973), Alice Doesn't Live Here Anymore (1974), A Star Is Born (1976) (som han modtog en Golden Globe Award for Best Actor for), Convoy (1978), Heaven's Gate (1980), Stagecoach (1986), Lone Star (1996) og Blade-trilogien (1998–2004).
I 2004 blev Kristofferson indskrevet i Country Music Hall of Fame.
Fra filmens verden kendes han bedst som Rubber Duck i truckerfilmen Convoy, hvor titelmelodien af samme navn ofte tilskrives Kristofferson til trods for, at C.W. McCall stod bag den. Han er også meget kendt for sin rolle i Dreamer hvor han spiller Bedstefar. 
Kristoffersons for- og efternavn skyldes svenske aner. Faktisk stammer familien fra mange forskellige europæiske lande. Kristoffersons far var generalmajor i det amerikanske flyvevåben, og som mange andre soldaterbørn fulgte også Kris i faderens militære fodspor. Således var han selv uddannet som både helikopterpilot og ranger (en gren i de amerikanske specialstyrker). Kristofferson blev tilbudt at undervise i engelsk på militærakademiet West Point, men valgte i 1965 i stedet at forlade militæret for fuldt ud at hellige sig musikken. Denne beslutning tog familien tungt, og det er uklart om familien blev forsonet.
Kris Kristoffersen gik på scenen og støttede Sinéad O'connor da publikum buhede hende ud pga. hendes opgør med pædofili i den katolske kirke. 
Kristofferson døde 28. september 2024 og efterlod sig sin hustru Lisa, otte børn og syv børnebørn.

## Diskografi
Studiealbums
- Kristofferson (1970)
- The Silver Tongued Devil and I (1971)
- Border Lord (1972)
- Jesus Was a Capricorn (1972)
- Spooky Lady's Sideshow (1974)
- Who's to Bless and Who's to Blame (1975)
- Surreal Thing (1976)
- Easter Island (1978)
- Shake Hands with the Devil (1979)
- To the Bone (1981)
- Repossessed (1986)
- Third World Warrior (1990)
- A Moment of Forever (1995)
- The Austin Sessions (1999)
- This Old Road (2006)
- Closer to the Bone (2009)
- Feeling Mortal (2013)
- The Cedar Creek Sessions (2016)

## Udvalgt filmografi
- A star is born (1976)
- Convoy (1978)
- Blade (1998)
- Blade 2 (2002)
- Blade: Trinity (2004)
- Dreamer (2005)